# Svedala församling
Svedala församling är en församling i Torna och Bara kontrakt i Lunds stift. Församlingen ligger i Svedala kommun i Skåne län och utgör ett eget pastorat.

## Administrativ historik
Församlingen har medeltida ursprung. 
Församlingen utgjorde till 1 maj 1924 ett eget pastorat för att därefter till 1980 vara moderförsamling i pastoratet Svedala och Västra Kärrstorp. Från 1980 till 2002 var församlingen moderförsamling i pastoratet Svedala, Börringe och Törringe-Västra Kärrstorp (före 1998 Törringe och Västra Kärrstorps församlingar). År 2002 införlivades Börringe och Törringe-Västra Kärrstorps församlingar. Svedala församling utgör sedan dess åter ett eget pastorat.

## Kyrkor
- Börringe kyrka
- Svedala kyrka
- Törringe kyrka
- Västra Kärrstorps kyrka